# Kolubara
|  | Per a altres significats, vegeu «Districte de Kolubara». |

El Kolubara —Колубара en serbi:, pronunciat [kɔlǔbara]— és un riu de 123 quilòmetres de llargària a l'oest de Sèrbia; que és un afluent oriental del riu Sava. A causa de la gran quantitat d'afluents llargs que creen un sistema ramificat l'àrea la conca del riu, abasta una relativament gran àrea de 3.639 km². Pertany a la conca hidrogràfica del mar Negre. El riu no és navegable, però la seva vall és molt important per al transport. Aquí es troben la carretera Belgrad-Valjevo, parts de la carretera Belgrad-Šabac, Ibarska magistrala (autopista d'Ibar) i el ferrocarril Belgrad-Bar. El Kolubara va ser el lloc d'una de les grans batalles en els Balcans de la Primera Guerra Mundial, la batalla de Kolubara en 1914.
El Kolubara s'origina amb el nom d’Obnica a la regió Podgorina a l'oest de Sèrbia, al mont Povlen sota el pic Medvednik. Flueix cap al nord, al prop del llogaret de Bobova, gira cap a l'oest (aquest tram del riu també s'anomena Jadar), i a la ciutat de Valjevo es troba amb el riu Jablanica que ve del sud i forma el Kolubara, nom al que es coneix la resta de curs. L'Obnica té una longitud de 25 km.
El Jablanica també s'origina a la muntanya Povlen, a pocs quilòmetres de l'Obnica, sota el cim Jablanik. Gira al voltant del mont Parač i prop del llogaret de Balinović, abans de trobar l'Obnica a Valjevo. El Jablanica mesura 24 km.
Aquest és també el començament de la regió de la vall Kolubara de 90 km de llarg, dividida en dues grans parts, denominades com Alt (gornja) Kolubara i Baix (donja) Kolubara (al voltant del suburbi de Belgrad d'Obrenovac).

## Alt Kolubara

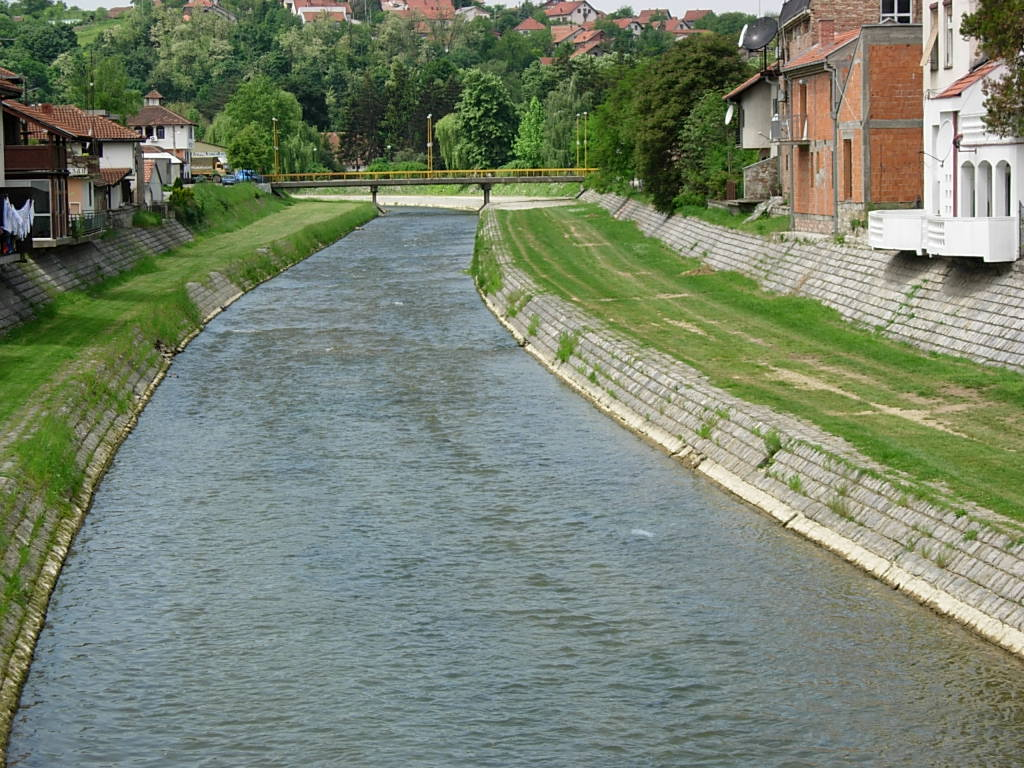
El Kolubara a Valjevo

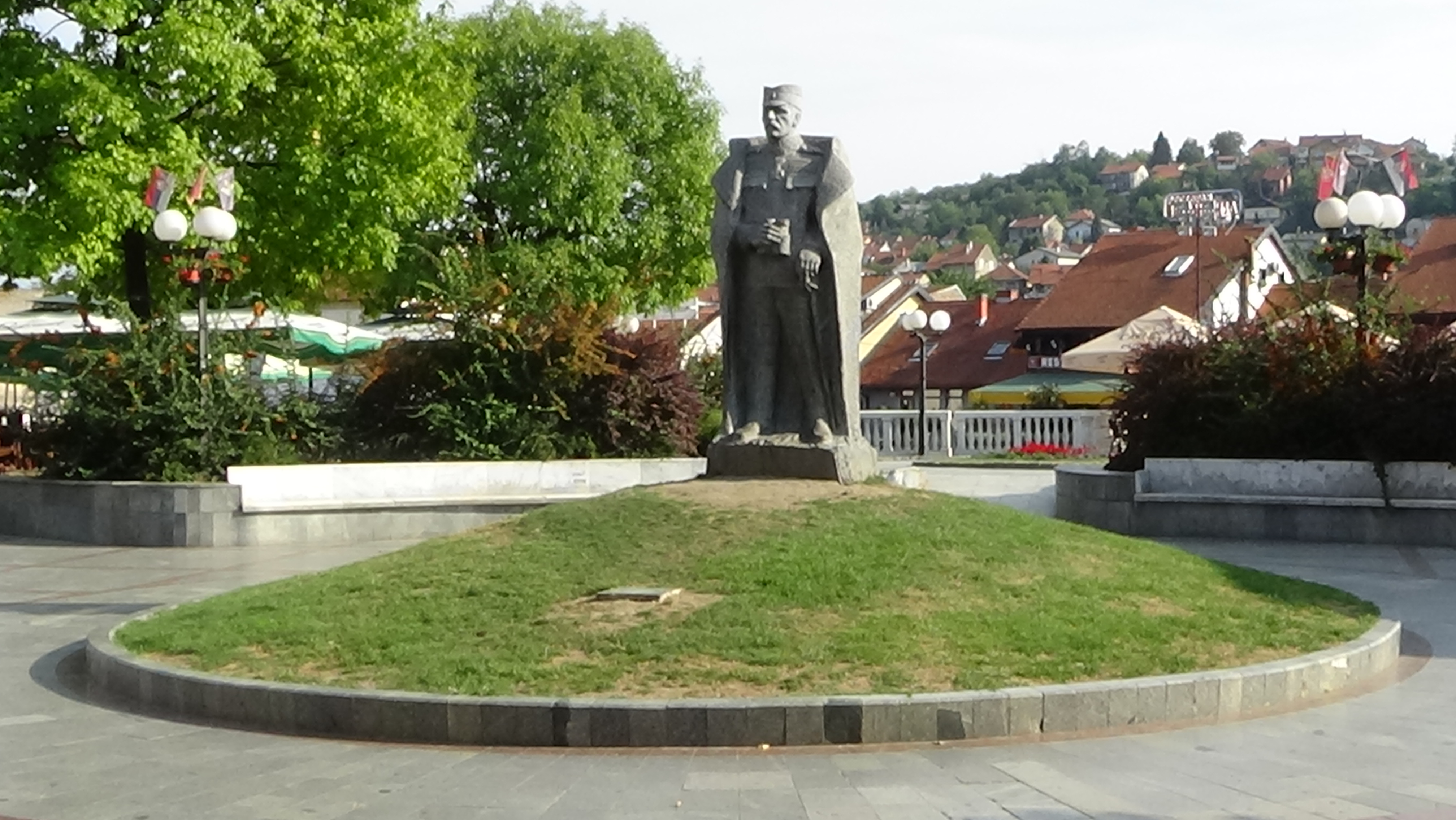
Estàtua del duc Zivojin Misic, prop del riu Kolubara, Valjevo. Zivojin Misic era un general del Primer Exèrcit de Sèrbia durant la Batalla de Kolubara, una significativa victòria sèrbia, ocorreguda prop del riu Kolubara a Valjevo.

A Valjevo, el Kolubara rep el riu Gradac per la dreta i forma la vall de Valjevo entre les muntanyes dels voltants, en els quals es divideix en diversos cursos paral·lels. Passat Valjevo, la ciutat més poblada a l'oest de Sèrbia, no hi ha assentaments importants al riu, a excepció dels llogarets de Mlađevo i Slovac i el riu rep els afluents drets de Ribnjača i Lepenica i l'afluent esquerra de Rabas. A Eslovàquia, prop de la confluència de l'afluent dret del Toplica, el Kolubara va tallar l'epigenètica Slovačka sutjeska, que separa l'Alt i Baix Kolubara. Alt Kolubara constitueix la major part del modern districte de Kolubara de Sèrbia.

## Baix Kolubara
El Kolubara gira cap al nord i continua fluint en diversos cursos paral·lels, rebent en aquest tram els seus principals afluents: Ljig, Turija, Lukavica i Peštan; i per la dreta; el Kladnica i el Tamnava, per l'esquerra. Degut a les inundacions, malgrat la vall està densament poblada, no hi ha assentaments al riu mateix, fins que arriba a Obrenovac, pocs quilòmetres abans de la seva desembocadura al riu Sava (només navegable prop de la seva desembocadura al Sava). No obstant això, moltes de les grans ciutats i pobles són als voltants del Kolubara: Lajkovac, Jabučje, Lazarevac, Šopić, Skobalj, Vreoci, Mali Borak, Veliki Crljeni, Draževac, Mislođin i Barič, on desemboca al riu Sava.
El Baix Kolubara es subdivideix en dues regions, Kolubara (superior) conca minera del carbó i l'Obrenovac (inferior) microrregió.